# 岡本茂 (内務官僚)
岡本 茂（おかもと しげる、1898年〈明治31年〉5月7日 – 1980年〈昭和55年〉9月30日）は、日本の内務官僚、政治家。山口県知事（官選第27代）、富山県知事（官選第31代）、衆議院議員（4期）。旧姓は小野。

## 経歴
奈良県出身。小野は奈の三男として生まれ、岡本佐七の養子となる。1924年、京都帝国大学法学部政治学科を卒業。同年11月、文官高等試験行政科試験に合格。大学にさらに一年間在学し、1925年に法学部法律学科を卒業。内務省に入省し滋賀県属となる。
1927年、島根県に移り、会計、学務、庶務の各課長を務める。以後、香川県警察部・新潟県警察部の各特別高等警察課長、満洲国国務院民政部総務科長、内務省社会局事務官、滋賀県書記官・警察部長、警視庁衛生部長、同保安部長、内務省計画局都市計画課長、同地方局振興課長、大阪府書記官・総務部長、同内政部長などを歴任。
1944年7月、富山県知事に就任。富山大空襲、終戦への対応に忙殺された。1945年10月27日、山口県知事へ転じたが、1946年1月25日、公職追放となり退官した。
1947年、皮革協会専務理事に就任。1952年10月の第25回衆議院議員総選挙で奈良県全県区に自由党から出馬し当選。以後、第28回、第29回、第31回総選挙で当選し、衆議院議員を通算四期務めた。
その他、第1次池田内閣の通商産業政務次官、衆議院懲罰委員長、皮革産業中央会会長、皮革産業協会会長、経済団体連合会理事、自由民主党政調会商工部長などを歴任した。
1969年秋の叙勲で勲二等瑞宝章受章（勲三等からの昇叙）。
1980年9月30日死去、82歳。死没日をもって銀杯一組を賜った。